# Mash'al Mubarek
Maillots
Le Mash'al Mubarek futbol klubi (en ouzbek : Машъал Муборак футбол клуби), plus couramment abrégé en Mash'al Mubarek, est un club ouzbek de football fondé en 1984 et basé dans la ville de Mubarek.

## Palmarès
- Coupe d'Ouzbékistan :
  - Finaliste : 2006.

- Championnat d'Ouzbékistan D2 (2) :
  - Champion : 1994 et 2013.
  - Vice-champion : 2000, 2001 et 2005.

## Personnalités du club

### Présidents du club
- Chermat Shamsïev

### Entraîneurs du club
- Vladimir Nadiarni (1993)
- Boris Serostanov (1994 – 1995)
- Vitali Dorofeïev (1996)
- A. Youmangoulov (1997 – 1998)
- Vladimir Lioubouchine (1999)
- Bakhodir Davlatov (2000 – 2001)
- Bakhtiyor Boboïev (2002)
- Vitali Ivanov (2003)
- Bakhodir Davlatov (2004)
- Viktor Djalilov (2005 – 2006)
- Viktor Koumikov (2006 – 2008)
- Gennadi Kotchnev (2009)
- Bakhodir Davlatov (2009 – 2010)
- Vladimir Fomitchev (2010 – 2012)
- Aleksandr Khomiakov (2013 – ?)

### Joueurs notables
- Asror Aliqulov
- Aziz Ibragimov
- Hayrulla Karimov
- Shuhrat Mirkholdorshoyev
- Mirjalol Qosimov
- Eldor Shomurodov
- Ilhom Suyunov